# Коррупция в России
Коррупция представляет собой значительную проблему в современной России, затрагивающую функционирование органов государственной власти, правоохранительных органов, систем здравоохранения и образования, и других сфер и областей жизнедеятельности.
Феномен коррупции исторически является частью модели государственного управления в России, что, впрочем, характерно и для многих развитых стран. В Индексе восприятия коррупции, ежегодно публикуемом Transparency International, Россия с 2012 г. набирает около 28-30 баллов, занимая примерно ~130 место из ~180 стран мира, занимая при этом 141-е место на 2024 год. Динамика в 1-2 балла говорит об отсутствии статистически значимых изменений.
Согласно федеральному закону «О противодействии коррупции», коррупция — это любое незаконное использование физическим лицом своего должностного положения вопреки законным интересам общества и государства в целях получения выгоды в виде имущества, в том числе услуг имущественного характера, иных имущественных прав для себя или для третьих лиц. Также к коррупции относится незаконное предоставление такой выгоды коррупционеру другими физическими лицами; а также совершение деяний от имени или в интересах юридического лица. Коррупция может выражаться в форме взяток, злоупотребления полномочиями и иных формах предоставления имеющих имущественное выражение благ в обмен на нарушение должностным лицом своих обязанностей в чьих-либо интересах. Российское определение коррупции, в отличие от, к примеру, определения Совета Европы, не включает в себя нематериальные выгоды (например, секс в обмен на действие должностного лица), а также ситуации, когда коррупционер формально не занимает никаких постов — например, торговля влиянием.
Понятие «коррупция» в Федеральном законе Российской Федерации от 25 декабря 2008 г. № 273-ФЗ «О противодействии коррупции» подвергается критике, так как этим термином стали называться разные по своей направленности деяния. Так, наряду с преступлениями о непосредственной даче и получении взятки (подкупе), в него были включены злоупотребление служебным положением (полномочиями), нецелевое расходование бюджетных средств, средств государственных внебюджетных фондов, хищения и ряд иных преступлений по службе в целях получения выгоды имущественного характера, иных имущественных прав для себя или для третьих лиц либо незаконного предоставления такой выгоды. В Конвенции ООН против транснациональной организованной преступности, в п. 1 статьи 8 «Криминализация коррупции» говорится только о деяниях с подкупом. В то же время, Transparency International считает, что к коррупции следует относить любое злоупотребление вверенной властью для частной выгоды — однако и такому подходу российское определение соответствует не в полной мере, поскольку не затрагивает неимущественные взятки и торговлю влиянием.

## История
В Московском государстве XVI—XVII вв. существовал запрет только на посулы — взятки судьям. До появления полноценного института государственной службы получение денег и еды от управляемых было естественным средством обеспечения деятельности должностных лиц. До петровских преобразований государственные чиновники жили благодаря «кормлениям», то есть на средства, поступающие от лиц, заинтересованных в их деятельности.
О понятиях простого народа свидетельствует множество поговорок и пословиц о взятках и взяточниках. Вот некоторые из них:
- Не подмажешь — не поедешь.
- Суд прямой, да судья кривой.
- Судьям то и полезно, что в карман полезло.
- Всяк подьячий любит калач горячий.
- Не ходи в суд с одним носом, а ходи с приносом.
- Земля любит навоз, лошадь — овес, а судья — принос.
- Пред Богом — с правдой, а пред судьёй — с деньгами.

Только народное восстание могло заставить царя наказать высокопоставленных мздоимцев. Так, в 1648 году в Москве случился Соляной бунт, который закончился пожарами и гибелью мирных жителей. Для усмирения волнений царю пришлось казнить двух особо ненавистных народу коррупционеров — главу Земского приказа Плещеева и главу Пушкарского приказа Траханиотова.

### Царская Россия
Административный аппарат XVIII века, в корне отличавшийся от средневекового приказного строя XVII века, сохранил, тем не менее, порочную практику подношений от челобитчиков. С 1715 года получение взятки в любой форме стало считаться преступлением, так как чиновникам стали платить фиксированную зарплату.
При Петре Первом государство, построив сложный канцелярский аппарат с большим количеством чиновников, не имело достаточно средств, чтобы содержать его. Не получая жалованья, которое из-за постоянных войн часто задерживали или не выплачивали вовсе, многие чиновники, особенно низших классов, откровенно бедствовали, поэтому взятки нередко были для них единственным способом выживания.
Вскоре после смерти Петра I нехватка средств заставила правительство Екатерины I вернуться к прежней системе обеспечения, предусматривавшей работу канцелярских служащих в городах без жалования с позволением «брать акциденцию от дел». Акциденции в переводе с латинского — «случайность», подразумевающая побочные доходы от добровольной мзды челобитчиков, то есть взятки. Таким образом, «кормление от дел» вновь стало для госслужащих единственным способом существования.
Зарплату чиновникам выдавали ассигнациями, то есть бумажными деньгами, покупательная способность которых не сильно отличалась от серебряного денежного эквивалента. Однако в конце XVIII — начале XIX в. ассигнации начинают обесцениваться, и, соответственно, прожить на чиновничье жалованье становится все сложнее. Единственным, на что могли рассчитывать чиновники в таком положении, были взятки. Таким образом, государственная власть вновь переложила большую часть расходов по содержанию приказного аппарата на плечи населения, вместо того, чтобы реформировать систему управления по образцу западных абсолютистских монархий.
Указы Александра I 1809 и 1811 гг. оставляли в силе законодательные акты Петра I и Екатерины II. Тем не менее рост должностных преступлений в империи показывал, что реформирование законодательства необходимо. Взяточничество и лихоимство прочно обосновалось не только в центре, но и в губерниях, и в судебной системе. К концу первой четверти XIX века у высших государственных сановников не существовало разномыслия по поводу того, что необходимо в кратчайшие сроки выявить причины и найти ближайшие способы к искоренению должностных преступлений, и в особенности, лихоимства.
В Своде законов Российской империи, утверждённом при Николае I в 1830-е годы, взяточничество подразделялось по тому, происходило ли получение неправомерных преимуществ за совершение законных действий («мздоимство») или незаконных действий («лихоимство»). После принятия в 1845 г. «Уложения о наказаниях уголовных и исправительных» суды над чиновниками впервые в истории России стали достаточно обыденным делом: так, в 1853 году под судом находилось 2540 чиновников.

### СССР
Поначалу взяточничество в Советской России признавалось контрреволюционной деятельностью, и Уголовный кодекс 1922 года предусматривал за это преступление расстрел. Несмотря на жёсткость уголовных норм, в судебной системе и правоохранительных органах коррупция продолжила своё существование и в СССР. При назначении кандидатов на государственные должности в СССР учитывались их биографии и характеристики, которые давали им партийные функционеры, что нередко определялось личными отношениями. Поэтому к управлению государством пришли, в основном, малообразованные, некомпетентные, но преданные «делу партии» люди, готовые выполнять любое её решение без колебаний. Всё это расширяло возможности для злоупотреблений. После свёртывания НЭПа, из-за отсутствия легального частного предпринимательства, в России начинается формирование теневого бизнеса и неформальных контактов с непосредственным начальством, а также с ключевыми людьми из правоохранительных и контролирующих органов.
В сталинский период правления борьба с коррупцией скорее декларировалась, чем велась на самом деле. Советские и партийные чиновники попадали под суд по коррупционным обвинениям только в случаях освещения их дел в прессе или в результате антикоррупционных кампаний для расправы с политическими оппонентами. Главным качеством для номенклатурного работника были безграничная лояльность лично Сталину и способность беспрекословно выполнять указания, а не моральная чистоплотность. Коррупция была широко распространена и на низовых, региональных уровнях. Несмотря на колоссальную разницу в уровне жизни и значительно лучшее обеспечение прочими благами в сравнении с простыми рабочими, коррупция среди руководителей предприятий и партийных работников была делом повседневным и воспринималась как норма. Борьба с ней носила исключительно идеологический характер — лишь половина арестованных по коррупционным делам привлекались к уголовной ответственности, реакция власти на жалобы со стороны простых граждан ограничивалась для взяточников выговорами.
В СССР до начала 1980-х годов тема коррупции открыто не поднималась. О том, что с середины 1950-х годов до 1986 года регистрируемое в уголовной практике взяточничество возросло в 25 раз, советским гражданам не сообщалось.

## Коррупция в России

#### 1998—2000
В 1998 году доктор юридических наук Н. И. Матузов отмечал, что «привилегии, злоупотребления, коррупция современных начальников приобрели такие формы и масштабы, которые даже и не снились партгосчиновникам советского периода».
В 1999 году академик РАН Д. С. Львов и доктор экономических наук Ю. В. Овсиенко оценивали коррупцию в России как «тотальную».
В начале 1999 года заместитель генерального прокурора России Ю. Я. Чайка заявил, что Россия входит в десятку наиболее коррумпированных стран мира и что коррупция является одной из самых деструктивных сил в российском государстве.
В мае 1999 года заместитель министра финансов России Олег Вьюгин отмечал, что система власти и бизнеса в России во многом пропитана коррупцией и преступным бизнесом.
Журналист Марк Симпсон в британской газете «The Guardian» писал, что во время президентства Ельцина в России наблюдалась такая широкомасштабная коррупция и бандитизм, какие не знали аналогов в истории.
В 2000 г. группа экспертов при спикере палаты представителей США выпустила доклад «ПУТЬ РОССИИ К КОРРУПЦИИ. Как администрация Клинтона экспортировала государство вместо свободного предпринимательства и подвела российский народ». Согласно докладу, в 1995 г. ЦРУ сообщало в Белый дом о коррупционных практиках премьер-министра Черномырдина, в результате которых тот скопил личных активов на миллиарды долларов. Однако вице-президент США Альберт Гор вернул доклад с пометкой «брехня» (bullshit). В докладе указывается, что ЦРУ сообщало о коррупции и среди других высших российских руководителей, включая «любимчика Клинтона» — Анатолия Чубайса. Авторы доклады посчитали, что близкие отношения Гора и Клинтона с Черномырдиным мешали им воспринимать информацию о коррупции, и что тот факт, что Черномырдин пять лет был премьер-министром, будучи вовлеченным в коррупцию, подорвало экономическую реформу в России. По оценке авторов, из России с начала независимости было выведено капиталов на 500 миллиардов долларов.

#### С 2000 года
В Индексе восприятия коррупции, ежегодно публикуемом Transparency International, Россия находится в числе 50 наиболее коррумпированных стран мира. По мнению британского еженедельника The Economist, высказанному в середине 2012 года, для руководителей России коррупция — суть системы. По мнению этого издания, с 2002 года «небольшая группа людей, находящаяся вне досягаемости закона, приобрела состояния, превышающие любые фантазии царей. Возврат к власти г-на Путина защитит эти неправедные богатства».
В Индексе восприятия коррупции, ежегодно составляемом Transparency International, в 2015 году Россия заняла 119 место из 167, оказавшись рядом с такими странами, как Гайана и Сьерра-Леоне. В этом рейтинге Россия упоминается как одна из стран Европы с самой сложной коррупционной ситуацией, где «взяточничество зачастую идёт рука об руку с репрессиями». В то же время, согласно тому же рейтингу, в России в 2010-е годы уровень коррупции несколько снизился. Так, в 2012 году британская аудиторская компания Ernst & Young провела исследование, в котором приняли участие свыше 1500 топ-менеджеров крупнейших компаний из 43 стран мира. Исследование показало, что если в 2011 году 39 % опрошенных в России менеджеров заявляли о необходимости давать взятки наличными для защиты бизнеса или достижения корпоративных выгод, то в 2012 году таких стало 16 %. В 2011 году международная консалтинговая компания PricewaterhouseCoopers опубликовала доклад, в котором отмечалось, что «широкий общественный резонанс, который вызывает эта тема, и меры, принимаемые российским правительством в правовом поле, а также работа внутри компаний по укреплению систем обеспечения комплаенса и формированию у сотрудников культуры этичного поведения, — все это приносит свои плоды».
По данным опросов, проведённых Институтом народнохозяйственного прогнозирования РАН (ИНП РАН), коррупционное давление на российские предприятия в 2000-е годы снизилось по сравнению с его уровнем в 1990-х годах. По мнению учёного секретаря ИНП РАН Дмитрия Кувалина, это стало следствием, прежде всего, «постепенного наведения порядка в стране, что выразилось в улучшении экономического законодательства, а также в совершенствовании судебной и правоприменительной практики».
В 2006 году первый заместитель Генпрокурора РФ Александр Буксман отмечал, что по некоторым экспертным оценкам объём рынка коррупции в России оценивается в более чем 240 млрд долларов США. Согласно оценкам фонда ИНДЕМ, эта величина ещё выше: только в деловой сфере России объём коррупции вырос между 2001 и 2005 гг. примерно с 33 до 316 млрд долл. США в год (не включая коррупцию на уровне политиков федерального уровня и бизнес-элиты). По оценке того же фонда, средний уровень взятки, которую российские бизнесмены дают чиновникам, вырос в тот период с 10 до 136 тыс. долларов США.
В 2007 году председатель Национального антикоррупционного комитета России Кирилл Кабанов высказал мнение, что никакой борьбы с коррупцией в России нет, аресты чиновников среднего звена систему взяточничества не нарушают, политика по противодействию коррупции не выработана.
Одной из укоренившихся форм коррупции в современной России стало трудоустройство родственников чиновников всех рангов в структуры с высоким уровнем доходов, что можно рассматривать как плату за их лояльность в отношении «удочеривших-усыновивших» и их структур. Родственники часто становятся прикрытием для бизнеса и собственности чиновников, путём переписывания права владения. В печати отмечались вызывающие такие подозрения случаи. В частности, племянница губернатора Краснодарского края Александра Ткачёва, дочь его брата, депутата Госдумы Алексея Ткачева, 22-летняя студентка Анастасия Ткачёва, стала совладелицей двух трубных заводов на Кубани, крупной девелоперской компании и животноводческой группы компаний «Югптицепром». Одним из известнейших чиновников, большая часть состояния семьи которого (более 1 млрд долларов) записана на жену, является бывший мэр Москвы Юрий Лужков. Жена Юрия Лужкова Елена Батурина занималась строительным бизнесом на территории, которой распоряжался муж.
Одним из самых высокопоставленным осуждённым чиновником-коррупционером в современной России стал министр юстиции Валентин Ковалёв. Ковалёв и его помощник Андрей Максимов были в 2001 году признаны судом виновными в хищении вверенного имущества и неоднократном получении взяток в крупном размере по статьям 160 и 290 УК РФ. Срок наказания Ковалёву составил 9 лет условно с испытательным сроком на 5 лет. В начале 2011 года был арестован начальник Бюро по координации борьбы с организованной преступностью и иными опасными видами преступлений на территории СНГ (БКБОП) генерал милиции Александр Боков. Обладая большим денежным состоянием, Боков прошёл по формально не имеющей отношения к коррупции статье о мошенничестве.
Наличие в законодательной базе государства возможностей для нелегального обогащения чиновников (в России, в частности, появилось такое понятие, как «взяткоёмкость отдельного закона») путём вымогания взяток или незаконной приватизации, или специальных льгот для чиновников, приводит к большой дифференциации доходов чиновников на легальные и нелегальные доходы.
В конце 2011 года экономист Татьяна Михайлова заявляла, в разных отраслях разворовывается по разным оценкам от 20 до 60 процентов бюджетных средств. Согласно докладу Общественной палаты, опубликованному 3 ноября 2011 года, главной причиной коррупции признается отсутствие реального контроля гражданского общества над работой органов власти на всех уровнях. Коррупция приняла системный характер, разрушая экономику и право. Среди самых проблемных областей — ЖКХ, устройство детей в детсады и школы, медицинская помощь. Но сообщать в правоохранительные органы граждане боятся — лишь 22 % были готовы сделать это. В результате нарастает чувство социальной несправедливости, особенно среди молодежи и необеспеченных слоев населения. Меры правительства по борьбе с коррупцией названы «неадекватными» её размаху. В марте 2012 года Медведев утвердил Национальный план противодействия коррупции на 2012—2013 годы. В конце 2012 года оглашена информация о «среднем размере взятки» по России — около 10 тыс. рублей (порядка половины средней зарплаты в стране).
Одним из самых известных дел в 2011—2012 гг. стало «игорное дело» о масштабном нелегальном игорном бизнесе в Подмосковье, которое «крышевали» прокуроры области (однако к концу второго года расследования из полутора десятков обвиняемых по этому делу за решеткой в России не осталось ни одного).
В 2012 году, вследствие коррупционного скандала в Министерстве обороны России 6 ноября 2012, в отставку подал министр обороны Анатолий Сердюков.
В 2016 году обвинение в вымогательстве взятки в размере 2 миллионов долларов США у исполнительного директора компании «Роснефть» Игоря Сечина было выдвинуто против министра экономического развития Российской Федерации Алексея Улюкаева.
В том же 2016 году полковнику полиции Дмитрию Захарченко были предъявлены обвинения в коррупции и злоупотреблении полномочиями. В ходе расследования по делу Захарченко следователи обнаружили у офицера и членов его семьи 13 квартир, 14 машиномест в элитных районах Москвы, а также четыре автомобиля, слиток золота массой 500 граммов, часы «Rolex» и драгоценности, а также валюту, сумма которых в рублёвом эквиваленте составляет 8,5 миллиарда рублей.
На 2016 год самой крупной взяткой в России являлась сумма в 368 миллионов рублей (коррупционный скандал в МО РФ).
На 2017 год — 800 миллионов рублей (около 1 миллиарда рублей) (масштабные схемы коррупции топ-менеджерами группы компаний «Ренова», связанные с подкупом высших чиновников Коми).
Также сумма в 522 миллиона рублей (дело губернатора Сахалина А. Хорошавина и его коллег; при этом у семьи бывшего губернатора изъяли имущество — московские квартиры, элитные автомобили, драгоценности, коллекции часов и так далее — на общую сумму в 1,1 миллиарда рублей.

На 2024 год крупнейшей взяткой в России является сумма в 7,3 миллиардов рублей (дело двух следователей СК РФ о вымогательстве денег и криптовалюты у хакеров из группировки Infraud Organization на сумму 2,7 тыс. биткоинов).

## Причины
В России, как и во многих других странах мира, коррупция пронизывает все социальные слои общества независимо от их доходов и богатства. Важными факторами, способствующими высокому уровню распространения коррупции в России, являются низкие доходы населения и слабость политических институтов. В связи с этими факторами население России, не имеющее возможности опереться на реально работающие экономические, социальные и политические институты страны, вынуждено опираться на неформальные институты и заниматься неформальными видами экономической деятельности, приводящими к повсеместной коррупции и обширной теневой экономике. В развитых странах мира, где высок уровень доходов населения и сильны политические институты, так же присутствует коррупция, но в основном она затрагивает лишь небольшую прослойку населения, находящуюся на вершине экономической, социальной и политической иерархии общества. Так как основные массы населения таких стран могут опереться на реально работающие государственные институты то, соответственно, большая часть населения этих стран слабо подвержена неформальным институтам, практически не занята в неформальных видах экономической деятельности, и, соответственно, практически не затронута коррупцией и теневой экономикой.

## Области распространения коррупции
К сферам деятельности, которые подвержены коррупции в России, относятся:
- торговые сети: включает в себя уплату производителями товаров своеобразной регулярной «дани» сотрудникам торговой сети за прием товара на реализацию. В конечном итоге, эта «дань» включается в стоимость товара и оплачивается покупателем, способствует росту цен и инфляции[60][61][62].
- авиакомпании: их менеджеры получают «откаты» (взятки) от представителей западных авиастроительных предприятий за приобретение новых зарубежных самолётов и за отказ от приобретения техники российского производства[63].
- таможенные службы: пропуск через границу запрещённых к перевозке товаров; возврат конфискованных товаров и валюты; занижение таможенных пошлин; просто наличие необоснованных задержек груза; необоснованные отсрочки таможенных платежей[43];
- налоговые органы: невзимание налогов в полном объёме; возвращение НДС; «закрытие глаз» на налоговые правонарушения; непроведение контрольных мероприятий; вызванная конкурентами проверка и остановка производства;[64]
- правоохранительные органы: возбуждение и прекращение уголовных дел, а также направление их на дополнительное расследование; отсутствие законного наказания за правонарушения различной тяжести;[65]
- бюрократия: взятки за оформление справок, разрешений, прочих документов; создание аффилированных коммерческих фирм, ускоряющих за дополнительную плату оформление документов;
- борьба с коррупцией: иногда является прикрытием для хищения средств, выделенных на её реализацию;[источник не указан 4544 дня]
- учебные заведения: покупка и продажа дипломов; завышение результатов экзаменации; поступление в ВУЗ людей с недостаточным уровнем знаний[66].
- сфера строительства: завышение цен контрактов, строительство жилых комплексов в природоохранных зонах и другие незаконные застройки.
- «политический рэкет» — политические силы организуют акции протеста против действий предпринимателей, затем вымогают с предпринимателей взятки за прекращение этих акций протеста[67][неавторитетный источник].

Как утверждала в 2011 году «Новая газета», из 35 министерств и ведомств России экспертно установлена пятёрка наиболее коррумпированных:
1. Министерство обороны (а также подведомственный ему Спецстрой);
2. Министерство транспорта (а также подведомственный ему Росавтодор);
3. Министерство экономического развития (и особенно подведомственные ему Росимущество и Росреестр);
4. Министерство здравоохранения и социального развития (а также подведомственный ему Роспотребнадзор);
5. Министерство финансов (в первую очередь его Департамент бюджетной политики, а также подведомственные ему Росстрахнадзор и Федеральное казначейство).

## Психологический портрет российского коррупционера
Заведующий кафедрой криминологии Балтийского университета имени Иммануила Канта М. Г. Миненок приводит ряд характеристик личности российских коррупционеров. В большинстве своём это люди семейные, хорошие работники, с высшим образованием, устоявшейся психикой, высоким материальным достатком и патриотическим отношением к стране. Миненок обращает внимание, что коррупционная преступность порождает формирование взаимной неприязни богатых и бедных. В качестве примера он цитирует депутатов Госдумы: «Нищета, как правило, личный выбор каждого» (А. Баков), «самый тупой депутат умнее среднестатистического гражданина» (И. Костунов).

## Способы борьбы с коррупцией
- Изменения в российском законодательстве путём избавления от дыр, лазеек и двусмысленности законов.
- Реальное разделение в России ветвей власти.
- Независимость судебной системы.
- Перераспределения расходов бюджета России из засекреченной части и военной сферы в сильно недофинансируемую и находящуюся в кризисе социальную сферу.
- Не декларирование, а реальное создание социально-ориентированного государства.
- Так как Россия находится в общемировом демографическом тренде глобального старения населения Земли (кроме Африки южнее Сахары) и вызванного им уже в ряде стран, как развитых так и развивающихся, демографического кризиса, и как следствие, в состоянии неизбежного роста экономических и социальных иждивенцев в обществе, которым будут требоваться совершенно другого уровня и качества экономические и социальные стандарты государственной защищённости социального государства, пенсионеров и инвалидов, которые и в 2020 году, страдают из-за отсутствия реальной, адекватной государственной социальной и экономической защищённости, отсутствия хорошо оплачиваемых рабочих мест, низких пособий и пенсий, в России неизбежно придётся увеличивать траты на социальные нужды населения.[71][72][73][74][75][76][77]
- Отмена или значительное сокращение наличных денежных средств, переход на электронный способ оплаты.

## Борьба с коррупцией в РФ
В 2000-х годах Россия присоединилась к ряду международных соглашений по борьбе с коррупцией. 9 декабря 2003 года Россия подписала, а в 2006 году ратифицировала Конвенцию Организации Объединённых Наций против коррупции. При этом одна из ключевых статей 20 (незаконное обогащение) в законодательстве Российской Федерации не применяется. Эта статья предусматривает возможность принятия государством «таких законодательных и других мер, какие могут потребоваться, с тем чтобы признать в качестве уголовно наказуемого деяния, когда оно совершается умышленно, незаконное обогащение, то есть значительное увеличение активов публичного должностного лица, превышающее его законные доходы, которое оно не может разумным образом обосновать».
В мае 2008 года российский президент Дмитрий Медведев подписал указ о создании Совета при Президенте Российской Федерации по противодействию коррупции. В июле того же года он утвердил Национальный план противодействия коррупции, предусматривающий ряд мер по профилактике коррупции. В декабре Медведев подписал пакет законов по противодействию коррупции. 20 ноября 2009 года Госдума РФ приняла закон «Об общих принципах организации предоставления государственных услуг и исполнения государственных функций», который позволяет взимать с граждан плату за «государственные услуги» и «государственные функции». По мнению представителей КПРФ и ЛДПР, этот закон легализовал коррупцию. В марте 2011 года Путин заявил о необходимости введения нормы, обязывающей госчиновников отчитываться о своих расходах. Соответствующий закон («О контроле за соответствием расходов лиц, замещающих государственные должности, и иных лиц их доходам») был подписан Путиным в начале декабря 2012 года.
Российское уголовное законодательство предусматривает наказание не только за дачу взятки за совершение незаконных действий, но и просто за дачу взятки. В 2011 году в статью 291 УК РФ были внесены изменения, радикально повысившие наказание за дачу взятки.
Новая редакция УК предусматривает наказание за дачу взятки даже в том случае, если дача взятки не ведет к совершению незаконных действий. Освобождение от уголовной ответственности за дачу взятки может наступить только в случае, если будет доказан факт вымогательства взятки.
Комментарий к статье гласит:

Освобождение взяткодателей от уголовной ответственности по мотивам вымогательства взятки или добровольного сообщения о даче взятки не означает отсутствия в действиях этих лиц состава преступления. Поэтому они не могут признаваться потерпевшими и не вправе претендовать на возвращение им ценностей, переданных в виде взятки.
Таким образом, даже человек, давший взятку под давлением, уже считается преступником и не может быть признан потерпевшим. Однако лицо освобождается от уголовной ответственности, если своевременно сообщит в правоохранительные органы о факте вымогательства с него взятки.

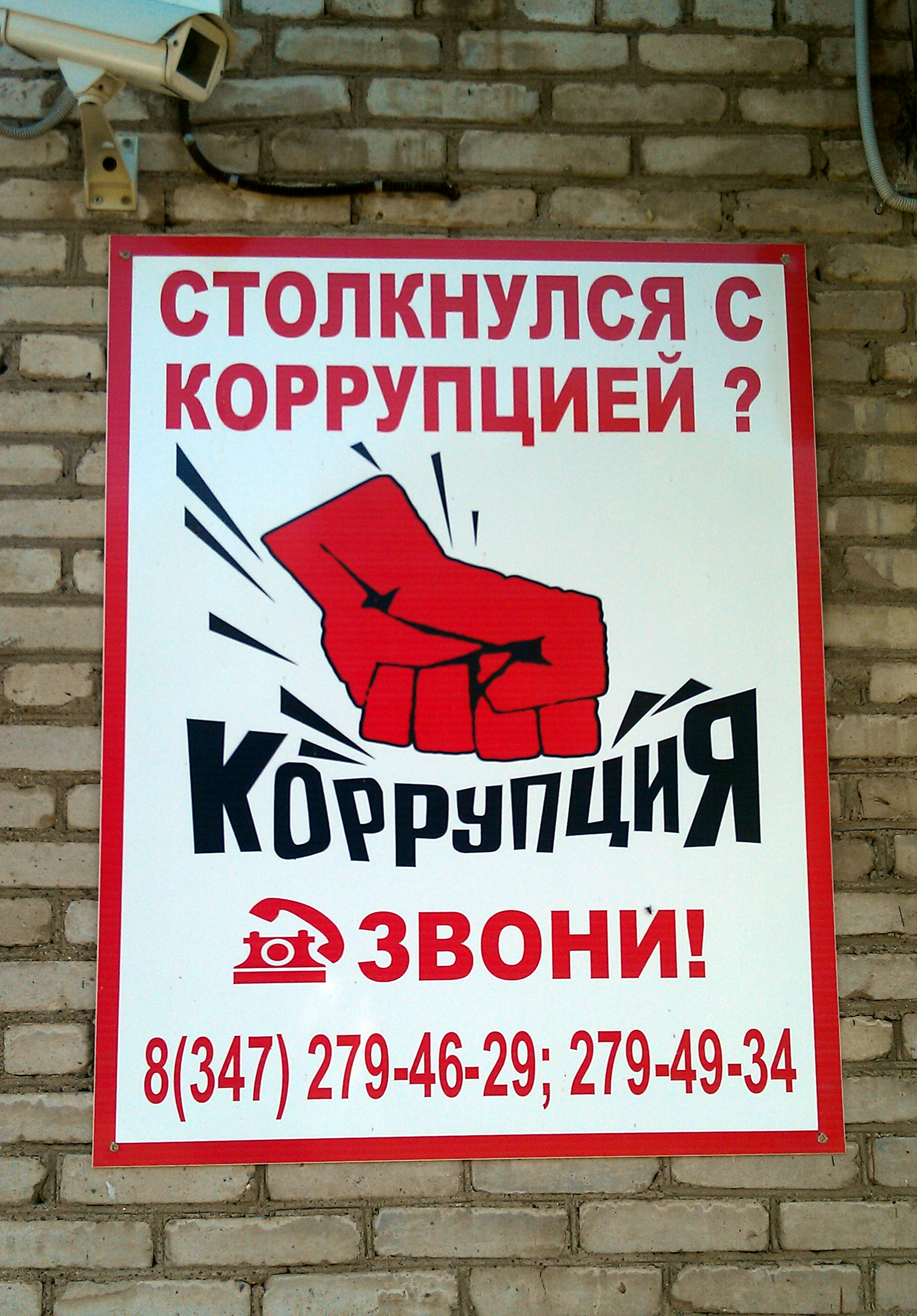
Антикоррупционный плакат

В рамках борьбы с коррупцией в России как государством, так и обществом неоднократно предпринимались различные инициативы. Одной из них стала Антикоррупционная хартия российского бизнеса — этический документ, подписанный 20 сентября 2012 года на XI Инвестиционном форуме в Сочи при участии Председателя Правительства РФ Д. А. Медведева руководителями РСПП, ТПП РФ, Деловой России и Опора России.
Кроме того, в России в случае уклонения от уплаты штрафа за получение взятки лицо получает только реальное лишение свободы. При этом не имеет значения, что штраф неуплачен по объективным причинам, в том числе в связи с запретом, который осуждение установило для осужденного на работу. Тот факт, что такая замена носит кампанейский (ситуативный) характер, косвенно подтвердил Конституционный суд Российской Федерации. Гражданин Н. В. Чеванин, которому штраф за получение взятки был заменен на 7 лет лишения свободы, обратился в этот орган, доказывая, что неконституционно заменять огромный штраф только лишением свободы, не учитывая, что осужденный не может его выплатить по объективным основаниям: возраст, состояние здоровья, а также судебного запрета на работу. Однако Конституционный суд признал, что такая замена не противоречит Конституции России, со ссылкой на то, что «в настоящее время одной из системных угроз безопасности Российской Федерации признается коррупция (подпункт „а“
пункта 7 Национальной стратегии противодействия коррупции, утверждённой Указом Президента Российской Федерации от 13 апреля 2010 года № 460), включающая в себя дачу и получение взятки».
В 2010-е годы в России было возбуждено несколько громких уголовных дел о коррупции. В частности, обвинения во взяточничестве были предъявлены ряду губернаторов, главе Минэкономразвития Алексею Улюкаеву, и ряду высокопоставленных сотрудников правоохранительных органов.
В начале октября 2017 года Министерство труда и соцзащиты сообщило о разработке изменений в закон «О противодействии коррупции», которые гарантируют защиту сотрудникам предприятий и ведомств, оповестившим о фактах коррупции.
По информации генпрокурора РФ Игоря Краснова в 2022 году с коррумпированных чиновников в российских бюджет было взыскано 90 млрд рублей. Этот результат стал рекордным за всю историю статистического наблюдения в этой сфере. По словам генпрокурора, около 500 чиновников уволены с нарушения антикоррупционного законодательства. Основными направлениями по борьбе с коррупцией в 2023 году Краснов назвал пресечение правонарушений в сфере госзакупок, распоряжения бюджетными средствами, особенно выделенными для выпуска необходимой военной техники и боевой экипировки.
По данным Генпрокуратуры за действия коррупционной направленности в 2022 году с государственных и муниципальных служащих было взыскано более 250 млрд рублей неподтвержденных доходов, также в пользу государства было взыскано почти 8 тысяч объектов имущества. По словам Генерального прокурора Игоря Краснова, эти результаты стали рекордными за всю историю национальной антикоррупционной практики.
По информации главы МВД Владимира Колокольцева, за 2023 год полиция увеличила выявляемость коррупционных преступлений до 75 %, повысив этот показатель на 3 %. Количество выявленных эпизодов взяточничества поднялось на 15 %. За 2023 год МВД добилось возмещения от коррупционных преступлений почти на 50 млрд рублей.
В конце апреля 2024 года по обвинению в получении взятки был арестован заместитель министра обороны России Тимур Иванов, затем в мае задержали начальника управления кадров МО Юрия Кузнецова, позже арестовали начальника ГУ связи ВС РФ, заместителя начальника ГШ генерал-лейтенанта Вадима Шамарина, затем — бывшего командующего 59-й армии Ивана Попова. Пресс-секретарь Владимира Путина Дмитрий Песков заявил, что эти уголовные дела стали результатом последовательной борьбы с коррупцией.

#### Кампания 2012—2016
С осени 2012 года, с дела о растрате средств на развёртывание отечественной системы навигации ГЛОНАСС, началась широкая кампания по борьбе с коррупцией, далее последовала волна подобных громких дел с миллиардными цифрами:
- Дело Роскосмоса (ГЛОНАСС)
- Дело Оборонсервиса (Минобороны, Сердюкова; первоначальная оценка ущерба ок. 3 млрд руб., февраля 2013 — 13 млрд руб.)
- Дело Саммита АТЭС — 2012
- Дело Росагролизинга[95] (ущерб более 30 млрд руб.)
- Дело РусГидро[96][97][98]
- Дело Росреестра[99]
- Дело Росрыболовства[100][101]

Во многих из этих дел собственно взятки («откаты») были одним из инструментов для совершения мошенничества и растрат.
В марте 2015 года по подозрению в получении крупной взятки был арестован губернатор Сахалина, у которого было изъято около 1 млрд рублей наличными. 9 марта того же года Владимир Путин утвердил поправки в Уголовный и Уголовно-исполнительный кодексы РФ, снижающие минимальные штрафы за получение и дачу взятки. Документ предлагает снижение нижнего предела по кратности штрафа за получение взятки должностным лицом: с 25 до 10-кратной суммы незаконного подношения.
Летом 2016 года в Уголовном кодексе наказание за получение и дачу взятки было значительно смягчено: получение и дача взятки на сумму до 10 тыс. руб. выделено в отдельный нетяжкий состав (ст. 291.2, которая предусматривает максимальное наказание до 1 года лишения свободы или иные виды наказания), а суд вновь получил право назначать по статьям 290 и 291 Уголовного кодекса штрафы, не являющиеся кратными сумме взятки. Таким образом, кратные «медведевские» штрафы стали необязательными.

## Статистика коррупционной преступности
По данным Судебного департамента, в 2014 году по ст. 290 УК РФ осуждено 1625 человек за получение взяток. Некоторые авторитетные эксперты ошибочно считают, что большинство оказывающихся под судом — крупные взяточники. Например, бывший премьер-министр Е. М. Примаков заявил в 2015 году: «лица, попавшие в руки правосудия за взятку — обычно это состоятельные люди, которые могут отделаться штрафом». Однако статистика Судебного департамента опровергает слова Е. М. Примакова, показывая, что большинство осужденных по статье 290 УК РФ в 2014 году были мелкими взяточниками. В 2014 году 14,6 % осужденных по этой статье (238 человек) были приговорены за взятки в размере до 1 тыс. рублей (менее 50 долларов), а ещё 41,9 % (681 человек) — за взятки от 1 тыс. до 10 тыс. рублей. Лишь 21,5 % осужденных (350 человек) были осуждены за взятки в 50 тыс. рублей и более. Похожая картина со случаями дачи взяток (статья 291 УК РФ) — в 2014 году по этому составу осуждено 4700 человек, из которых 2147 человек за дачу взятку до 1 тыс. рублей, а ещё 1871 человек — за дачу взятки свыше 1 тыс. рублей до 10 тыс. рублей. Таким образом, в 2014 году большинство взяткодателей — 4081 человек (85,5 % осужденных за дачу взятки) осуждено за взятки до 10 тыс. рублей. Очень сомнительно, что взятку до 10 тыс. рублей (а тем более до 1 тыс.) рублей получают или дают богатые люди. При этом наказания мелким взяточникам зачастую чрезмерно суровые. Например, в 2015 году Гусиноозерский городской суд Бурятии приговорил местного жителя к 3 годам реального лишения свободы в колонии строгого режима со штрафом в 3 тысячи рублей за попытку дать взятку в размере 100 рублей (менее двух долларов) полицейскому, чтобы тот не привлекал его к административной ответственности. Государственное обвинение согласилось со столь суровым приговором и он вступил в законную силу.
По данным Следственного комитета Генпрокуратуры, количество зарегистрированных взяток увеличилось с 6700 в 2007 г. до 8000 в 2008 г. По данным МВД, в январе — августе 2009 г. зарегистрирован 10 581 случай взяточничества — на 4 % больше, чем год назад. При этом количество зарегистрированных взяток в крупном размере (свыше 150 000 руб.) увеличилось на 13,5 % до 219.
По данным Генерального прокурора РФ Юрия Чайки, в 2009 году за дачу взяток было осуждено свыше 3,5 тыс. человек, за получение взятки — 2 тыс.
В 1995 году было зарегистрировано 4,7 тыс. случаев взяточничества, в 2000 году — 7,0 тыс., в 2005 году — 9,8 тыс. В 2006—2009 годах происходило ежегодное увеличение числа зарегистрированных случаев взяток, к 2009 году оно достигло пика в 13,1 тыс. Затем началось его снижение. В 2010 году число зарегистрированных взяток опустилось до 12,0 тыс., в 2011 году — до 11,0 тыс.
В январе-сентябре 2012 года в России было зарегистрировано 8,4 тыс. случаев взяток, что на 13 % меньше аналогичного периода 2011 года и на 29 % меньше аналогичного периода 2010 года.
4 октября 2021 года министр внутренних дел РФ Владимир Колокольцев в ходе заседания коллегии ведомства сообщил, что коррупция и злоупотребления по службе среди сотрудников ГИБДД остаются высокими. Также он заявил, что работа по выявлению и привлечению к ответственности недобросовестных сотрудников будет продолжена, невзирая на неизбежные имиджевые потери для МВД.

### Оценки Transparency International
Нужно отметить, что Индекс восприятия коррупции до 2012 г. не является сравнимым по годам, то есть сравнивать положение стран можно было только в пределах выпуска индекса за конкретный год.
Трансперенси Интернешнл начала рассчитывать Индекс восприятия коррупции для России с 1996 года. В 1996 году индекс рассчитывался для 54 стран, для России его значение составило 2,6 балла (46-47 места). Такое же значение индекса было и у Индии.
В 1997 году индекс рассчитывался для 52 стран. Значение индекса для России составило 2,3 балла (49 место).
| Годы                           | 1996        | 1997        | 1998        | 1999        | 2000        | 2001        | 2002         | 2003         | 2004         | 2005          | 2006          | 2007           | 2008           | 2009           | 2010           | 2011           | 2012           | 2013           | 2014           | 2020    | 2024    |
| ------------------------------ | ----------- | ----------- | ----------- | ----------- | ----------- | ----------- | ------------ | ------------ | ------------ | ------------- | ------------- | -------------- | -------------- | -------------- | -------------- | -------------- | -------------- | -------------- | -------------- | ------- | ------- |
| Значения CPI для России, баллы | 2,58        | 2,27        | 2,4         | 2,4         | 2,1         | 2,3         | 2,7          | 2,7          | 2,8          | 2,4           | 2,5           | 2,3            | 2,1            | 2,2            | 2,1            | 2,4            | 28             | 28             | 27             | 30      | 26      |
| Место/из (коэф. позиции)       | 47/54 (0,9) | 49/52 (0,9) | 82/99 (0,8) | 76/85 (0,9) | 82/90 (0,9) | 79/91 (0,9) | 71/102 (0,7) | 86/133 (0,6) | 90/145 (0,6) | 126/158 (0,8) | 121/163 (0,7) | 143/179 (0,81) | 147/180 (0,82) | 146/180 (0,81) | 154/178 (0,86) | 143/182 (0,78) | 133/174 (0,76) | 127/177 (0,71) | 136/175 (0,77) | 133/180 | 141/180 |

Динамика индекса восприятия коррупции в России в 1996—2010 годах

В 1998 году индекс был рассчитан для 85 стран. Значение индекса для России составило 2,4 балла (76 место).
В 1999 году индекс был рассчитан для 99 стран. Значение индекса для России составило 2,4 балла (82 место). Такое же значение индекса было и у Эквадора.
В 2000 году индекс был рассчитан для 90 стран. Значение индекса для России составило 2,1 балла (82 место). Такое же значение индекса было у Кении.
В 2001 году индекс был рассчитан для 91 страны. Значение индекса для России составило 2,3 балла (79 место). Такое же значение индекса было у Эквадора и Пакистана.
В 2002 году индекс был рассчитан для 102 стран. Значение индекса для России составило 2,7 балла (86 место). Такое же значение индекса было у Кот д’Ивуара, Гондураса, Индии, Tанзании и Зимбабве. В своей речи, посвященной публикации Индекса восприятия коррупции 2002 года председатель Трансперенси Интернешнл Питер Айген отметил, что: «Недавние шаги Президента Владимира Путина по проведению налоговой реформы и новых законов по борьбе с отмыванием денег демонстрируют возможность смягчения восприятия коррупции в России, но ИВК-2002 указывает, что России предстоит ещё длинный путь, так как она по-прежнему остается сильно коррумпированной страной, получившей наравне с Узбекистаном, Грузией, Украиной, Казахстаном, Молдовой и Азербайджаном менее 3 баллов из 10».
В 2003 году индекс был рассчитан для 133 стран. Значение индекса для России составило 2,7 балла (79 место). Такое же значение индекса было у Мозамбика.
В 2004 году индекс был рассчитан для 146 стран. Значение индекса для России составило 2,8 балла (90 место). Такое же значение индекса было у Гамбии, Индии, Малави, Мозамбика, Непала, Танзании. По словам Питера Айгена, прокомментировавшего полученные результаты, Россия, как и другие страны, имеющие крупные запасы нефти набрала низкий балл. «В этих странах система заключения государственных контрактов, связанных с нефтедобычей, пронизана коррупцией, в результате чего львиная доля доходов от производства и продажи нефти оседает в карманах менеджмента западных нефтяных компаний, посредников и местных чиновников», — отметил председатель Трансперенси Интернешнл. Руководитель российского отделения организации Елена Панфилова отметила, что положение России в рейтинге остается стабильным с 2000 года. По её словам, многочисленные реформы президента Путина никак не меняют мнения предпринимателей и экспертов о степени коррумпированности российской бюрократической машины.
В 2005 году индекс был рассчитан для 159 стран. Значение индекса для России составило 2,4 балла (126 место). Такое же значение индекса было у Албании, Нигера, Сьерра-Леоне. По мнению Елены Панфиловой, такая позиция России в рейтинге — национальный позор России. Снижение рейтинга России она связывает с «огромным зазором между антикоррупционной риторикой на верхах и реальным положением бизнеса на местах».
В 2006 году индекс был рассчитан для 163 стран. Значение индекса для России составило 2,4 балла (121 место). Такое же значение индекса имели Бенин, Гамбия, Гайана, Гондурас, Непал, Филиппины, Руанда, Свазиленд.
| 89 и выше 80—89 70—79 60—69 50—59 40—49 | 30—39 20—29 10—19 10 и меньше Нет данных |

Карта, показывающая страны/территории по индексу восприятия коррупции в 2022 году согласно оценке организации Transparency International

В 2007 году Трансперенси Интернешнл включила в свой рейтинг 180 стран. Значение индекса для России составило 2,3 балла (143 место). Такое же значение индекса имели Гамбия, Индонезия, Того. По мнению руководителя российского отделения организации Елены Панфиловой, в России существует «коррупционная стабилизация», вследствие чего позиции России в рейтинге не сильно меняются.
В 2008 году индекс был вновь рассчитан для 180 стран. Значение индекса для России составило 2,1 балла (147 место). Такое же значение индекса было у Сирии, Бангладеш и Кении. В пресс-релизе Центра антикоррупционных исследований и инициатив «Трансперенси Интернешнл — Р» отмечалось, что «Индекс 2.1 является самым низким показателем России в ИВК за последние восемь лет. Ничего удивительного в этих данных нет, если учесть, что высочайший уровень коррупции в стране признается как простыми россиянами, так и высшим руководством страны. <…> ситуация с коррупцией в России достигла угрожающих масштабов. И эта угрозу можно отметить по всем фронтам: феномен коррупции поразил политическую и институциональную, экономическую, судебную и правоохранительную, образовательную и воспитательную сферы, сферу социальной защиты, медицинскую, инвестиционную сферы, сферу международной торговли и серьёзно подрывает саму государственность России.»
В 2009 году Россия занимала в рейтинге организации Transparency International 146 место. Согласно проведённому Трансперенси Интернешнл в 2009 году исследованию, мировой финансовый кризис подстегнул коррупцию: за последний год она выросла в мире на 9 %. В 2009 году говорилось, что коррумпированные чиновники и политики в развивающихся странах, в числе которых и Россия, ежегодно получают $20–40 млрд взяток, подсчитали в Трансперенси Интернешнл.
В 2010 году Россия заняла 154 место (всего исследованы 178 стран), получив 2,1 балла. В пресс-релизе Центра антикоррупционных исследований и инициатив «Трансперенси Интернешнл — Р», в частности, утверждалось: «… никаких кардинальных изменений не произошло. С коррупцией в нашей стране всё как было плохо, так плохо и осталось». Елена Панфилова заявила, что за год в России, фактически, ничего не поменялось, и добавила, что страны с рейтингом ниже трёх баллов следует считать находящимися в зоне очень высокой коррупции.
В 2011 году был составлен «Индекс взяткодателей», подготовленный Transparency International, согласно которому при зарубежных операциях российские компании являются самыми коррумпированными из 28 исследованных стран.
В том году Россия заняла 143 место, набрав 2,4 балла (всего исследованы 182 страны).
В 2012 году Transparency International изменила методику расчета своего Индекса восприятия коррупции (Corruption Perceptions Index, CPI) для более полного отражения в динамике изменений ситуации с коррупцией в той или иной стране. Россия набрала по новой шкале 28 баллов заняв 133 место (из 174).
В 2013 году Россия заняла 127-е место, набрав 28 баллов, столько же сколько и в прошлом году. Из-за ухудшения результатов ряда других государств в общемировом списке Россия поднялась на шесть позиций.
| Россия | 2020    | 2019    | 2018    | 2017    | 2016    | 2015    | 2014    | 2013    | 2012    |
| ------ | ------- | ------- | ------- | ------- | ------- | ------- | ------- | ------- | ------- |
| Место  | 133/180 | 137/198 | 138/198 | 135/198 | 131/198 | 119/198 | 136/198 | 127/198 | 133/198 |
| Баллы  | 30/100  | 28/100  | 28/100  | 29/100  | 29/100  | 29/100  | 27/100  | 28/100  | 28/100  |

В последние годы положение России в ИВК остается стабильным. С 2015 по 2017 она набирала по 29 баллов, в 2018 году потеряла один балл, и в 2019 показатель остался неизменным. Более значительные изменения наблюдались в положении России в рейтинге: в 2015—119-е, в 2016—131-е, в 2017—135-е, в 2018—138-е. Эти колебания связаны не только с переменами в рейтинге других стран и с включением или исключением некоторых стран из индекса, но и с тем, что системное противодействие коррупции подменялось точечными уголовными делами, существующие антикоррупционные инструменты не развивались, а Конвенция о гражданско-правовой ответственности за коррупцию по-прежнему не ратифицирована Россией.
«В отсутствие политической воли к реальным изменениям, противодействие коррупции обречено оставаться карго культом. Точечные меры, принимаемые органами власти, которые отвечают за противодействие коррупции, а также локальные поправки к законодательству не способны кардинально изменить ситуацию в нашей стране — для этого необходимо выстраивать инклюзивную систему согласования интересов общественных акторов, которая не позволит власти принимать необдуманные решения в интересах узкой группы лиц», — считает Антон Поминов, директор Центра «Трансперенси Интернешнл — Р».
В 2020 году Россия показала положительную динамику +2 балла, получив 30 из возможных 100.
В 2023 году Россия заняла 141 место из 180 стран, показав падение на 4 места, получив 26 баллов из возможных.

## Международное сотрудничество
Расторжение конвенции об уголовной ответственности за коррупцию в России
Президент Российской Федерации Владимир Путин в январе 2023 года внес в Госдуму законопроект о денонсации Россией Конвенции об уголовной ответственности за коррупцию, которая была принята Советом Европы в 1999 году. Россия ратифицировала только второй документ[какой?], подписание Россией первой части обсуждалось начиная с 2011 года, однако после событий 2014 года вопрос о подписании обсуждать перестали.

## Отношение населения

### Социологические опросы
Согласно опросам «Левада-центра», в 2005—2006 годах 50 % респондентов называли коррупцию в числе главных препятствий на пути экономического подъёма в России.
В 2006 году ВЦИОМ провёл опрос, согласно которому отношение к мздоимцам смягчилось и значительная доля населения даже не считает коррупцию преступлением; более половины опрошенных имеют личный опыт дачи взяток.

### Антикоррупционные протесты 2017 года
26 марта 2017 года в России состоялись массовые акции протеста против коррупции в высших эшелонах власти. Акции прошли в виде митингов, шествий и одиночных пикетов в 82 городах. Поводом для их проведения стало, по заявлениям организаторов, отсутствие должной реакции властей на фильм-расследование Фонда борьбы с коррупцией «Он вам не Димон», рассказывающий о предполагаемых коррупционных связях экс-председателя правительства РФ Д. А. Медведева.
По оценке ряда СМИ и Европарламента, это были крупнейшие акции протеста в России со времён протестов 2011—2013 годов, с рекордным количеством задержанных. По мнению ряда членов Совета по правам человека при президенте Российской Федерации, действия полиции в отношении участников массовых акций не были корректными, а отказы властей согласовать мероприятия в большинстве случаев были немотивированными.

## Отражение в литературе и искусстве
- Н. В. Гоголь «Ревизор» (1835)
- Н. В. Гоголь «Мертвые души»
- Абдрахман кантон, татарская и башкирская народная песня Ак калфак (Бик еракта идек без)
- А. С. Пушкин «Дубровский»
- Ильф и Петров «Золотой теленок» (1931)
- Михаил Зощенко «Слабая тара»
- Андрей Платонов «Город Градов»
- Михаил Жванецкий «Дефицит»
- Кинокомедия «Ты — мне, я — тебе» (1976)
- Юрий Быков «Дурак» (2014)
- Юрий Быков «Завод» (2019)
- А. Н. Пыльнев «Крестьянская семья» (2022)

## Комментарии
1. ↑  Согласно опросу, более трети населения не относится к мздоимцам негативно и только 29 % населения одобряют чиновников, которые сообщают о фактах получения взяток их коллегами в правоохранительные органы. Менее 30 % считает, что хищение на производстве или в торговле требует сурового наказания, остальные склоняются к мягким административным мерам (штраф или предупреждение).
2. ↑  Наиболее распространены взятки медработникам (51 %), сотрудникам ГАИ (31 %), милиции (16 %) и военкоматов (7 %), работникам системы образования (20 %), при оформлении собственности (10 %) и устройстве на работу (10 %)
3. ↑  Светлана Айвазова, Лев Амбиндер, Александр Верховский, Елена Масюк, Николай Сванидзе, Леонид Никитинский, Анита Соболева, Игорь Каляпин, Сергей Кривенко, Элла Полякова, Леонид Парфёнов, Станислав Кучер, Максим Шевченко, Андрей Юров, Ирина Хакамада, Илья Шаблинский, Лилия Шибанова, Людмила Алексеева, Евгений Ясин, Сергей Цыпленков